# Format d'arxiu d'àudio

Exemple d'icona d'arxiu en format d'àudio.

Un format d'arxiu d'àudio és un contenidor multimèdia que guarda un enregistrament d'àudio (música, veus, etc...)

## Visió general
El que fa a un arxiu diferent de l'altre són les seves propietats, com s'emmagatzemen les dades, les seves capacitats de reproducció, i com pot utilitzar-se un arxiu en un sistema d'administració d'arxius (etiquetatge).

### Funcionament
La manera general d'emmagatzemar àudio digital és mostrant el voltatge d'àudio, que en reproduir-lo, correspon a un nivell de senyal en un canal individual amb una certa resolució -el nombre de bits per mostreig en intervals regulars (creant la freqüència de mostreig). Aquestes dades després poden ser emmagatzemats sense comprimir o comprimits per a reduir la grandària del format.

### Tipus de formats
Existeixen diferents tipus de format segons la compressió de l'àudio. És important saber distingir entre format d'arxiu i còdec. El còdec codifica i descodifica les dades de l'àudio mentre aquestes dades són arxivades amb un format d'àudio específic. La majoria dels formats d'arxiu d'àudio públicament documentats poden ser creats amb un de dos o més codificadors o còdecs. Encara que la majoria de formats d'arxiu d'àudio només suporten un tipus de dades (creat amb un còdec d'àudio), un contenidor de format de multimèdia com MKV o AVI pot suportar múltiples tipus de dades d'àudio i vídeo.
Hi ha tres grups principals de formats d'arxiu d'àudio:
- Formats d'àudio sense comprimir, com WAV, AIFF o AU
- Formats sense pèrdua (format d'àudio comprimit sense pèrdua) com FLAC, MPEG-4 SLS, MPEG-4 ALS, MPEG-4 DST, WavPack, Shorten, TTA, ATRAC, Apple Lossless WMA Lossless i ape Monkey's Àudio
- Formats amb pèrdua (algorisme de compressió amb pèrdua) com MP3, Vorbis, Musepack, AAC, WMA i Opus

#### Formats d'àudio sense comprimir
Hi ha un format principal sense comprimir, PCM, que normalment té l'extensió d'arxiu .wav al sistema operatiu Windows i .aiff a macOS. WAV i AIFF són formats flexibles creats per a emmagatzemar diverses combinacions de freqüència de mostreig o taxa de bits, això els fan adequats per a arxivar enregistraments originals. Existeix un altre tipus d'arxiu anomenat CDA (àudio CD Track) que és un arxiu petit que serveix com a accés directe a part de les dades d'un CD.
El format AIFF està basat en el format IFF, mentre que el format WAV està basat en el format RIFF, que realment són molt diferents.
BWF (Broadcast Format) és el format d'àudio sense comprimir creat per la Unió Europea de Radiodifusió com a successor a WAV i permet l'emmagatzematge de meta-dades en l'arxiu. Aquest format és principalment usat per molts programes professionals d'edició d'àudio en les indústries de televisió i cinema. Arxius BWF contenen una referència de timestamp estandarditzat que permet sincronitzar fàcilment amb un element de foto separat. Estand-alone, Gravadores multi-pista de dispositius d'àudio, Zaxcom, HHB USA, Fostex i Aaton utilitzen BWF com el seu format preferit.

#### Formats d'àudio comprimit sense pèrdua (Lossless)
El format sense pèrdua requereix més temps de processament que els formats sense comprimir però més eficient en torn a l'espai que ocupa. Formats d'àudio sense comprimir codifiquen tant àudio com silenci amb el mateix nombre de bits per unitat de temps. Codificar un minut de silenci en un format sense comprimir produeix un arxiu de la mateixa grandària que codificar un arxiu sense comprimir d'un minut de música d'orquestra. No obstant això, en aquests arxius, la música ocupa un arxiu lleugerament més petit i el silenci no ocupa gairebé res.
Aquests formats de compressió proporcionen una ràtio de compressió de més o menys 2:1. El desenvolupament d'aquests formats intenta reduir el temps de processament mantenint una bona ràtio de compressió.

#### Formats d'àudio comprimit amb pèrdua
En aquest sistema de codificació es comprimeixen les dades descartant-ne parts. El procés intenta minimitzar la quantitat de dades que manté l'arxiu reduint el seu pes i, per tant, la seva qualitat. Realment només perd els canals no audibles a cau d'orella humà, de tal manera que conserven gran part de la seva qualitat.

## Visió detallada

### Formats oberts

#### GSM
Dissenyat per a l'ús de telefonia a Europa, GMS és un format molt pràctic per a veus de qualitat telèfon. És un bon compromís entre qualitat i grandària. Els arxius de wav poden ser codificats amb GSM. Recomanat aquest format per a veu. Els arxius wav poden també ser codificats amb el còdec GSM.

#### Dct
És un format de còdec variable dissenyat per a dictat. Té informació d'encapçalat de dictat i pot xifrar-se (sovint necessari per les lleis de confidencialitat mèdica)

#### VOX
Aquest format és comunament utilitzat per al còdec ADPCM Dialògic (Adaptive differential pulse code modulation). Similar a altres formats ADCPM comprimeix a 4 bits. Els arxius vox són similars a arxius wav, tret que no contenen informació sobre l'arxiu, de manera que la freqüència de mostreig i el nombre de canals ha de ser especificat per a reproduir un arxiu vox.

#### SMAF
És un format d'àudio creat per Yamaha Cor. utilitzat en dispositius mòbils. L'extensió dels arxius per a aquest format és .mmf.

### Formats oberts lliures

#### Aiff
Audio Interchange File Format (AIFF) és un estàndard de format d'àudio usat per a emmagatzemar dades de so en computadores personals. El format va ser codesenvolupat per Apple Inc.

#### AU
El format d'arxiu estàndard utilitzat per Sun, Unix i Java. L'àudio d'arxius au pot ser PCM o comprimit amb a-law o G.729.

#### Flac
Flac (free lossless audio codec) és un còdec de compressió sense pèrdua. Pot imaginar la compressió sense pèrdua com un arxiu zip però per a àudio. Si comprimeix un arxiu PCM en flac i després el restaura una altra vegada, llavors tindrà una còpia perfecta de l'original. (Tots els altres còdecs tractats aquí són amb pèrdua, la qual cosa significa que es perd una petita part de la qualitat). El cost d'aquesta falta de pèrdua és que la relació de compressió no és bona. Es recomana flac per a emmagatzematge d'arxius PCM on la qualitat és important (p. ex. usar-ho per a la difusió o música).

#### Alac
Alac és l'acrònim d'Apple Lossless Audio Codec. És el còdec favorit per a les transmissions d'Apple Music. Les diferències quant a eficiència o qualitat de so respecte al format Flac no són molt notables.

#### Ogg
És un format d'arxiu contenidor obert i lliure compatible amb una varietat de còdecs, el més popular d'ells és el còdec d'àudio Vorbis. Els arxius Vorbis són generalment comparats amb els arxius MP3 en termes de qualitat. Però el simple fet que els mp3 siguin àmpliament admesos, dificulta la recomanació d'arxius ogg.

##### Vorbis
Còdec d'àudio digital general amb pèrdues, lliure, desenvolupat per la Fundació Xiph.org, que utilitza el format d'arxiu d'àudio o contenidor.

##### Opus
Còdec d'àudio digital amb pèrdues, molt versàtil, obert i lliure de patents (Nova llicència BSD), que utilitza el format d'arxiu d'àudio o contenidor Ogg.

#### Mpc
Musepack o MPC (anteriorment conegut com MPEGplus o MP+) és un format codi obert, específicament optimitzat per a la compressió transparent d'àudio estèreo a una velocitat de 160-180 bits/s.

#### RAW
Un arxiu raw pot contenir àudio de qualsevol còdec encara que sol ser utilitzat amb dades d'àudio PCM. Sol ser utilitzat només en proves tècniques.

#### TTA
TTA (the true àudio) un còdec d'àudio sense pèrdua en temps real. Sense compressió. PCA

### Formats propietaris

#### mp3
El format MPEG Layer-3 és el més popular per a descarregar i emmagatzemar música. Mitjançant l'eliminació de parts de l'arxiu d'àudio que són essencialment inaudibles, els arxius mp3 es comprimeixen aproximadament a una desena part de la grandària d'un arxiu PCM equivalent mantenint una bona qualitat d'àudio.

#### AAC
AAC (Advanced Àudio Coding) aquest format està basat en MPEG2 i MPEG4. Els arxius acc solen ser contenidors ADTs o ADIF.

#### mp4
MP4 o m4a, MPEG-4 àudio més sovint AAC però a vegades MP2/MP3, MPEG-4 SLS, CELP, HVXC i altres tipus d'objectes d'àudio poden ser definits en MPEG-4 àudio. Aquest tipus d'arxius no necessita reproductor, el mateix arxiu n'incorpora un per a executar-se. Els arxius ocupen un 30% menys que els MP3 (la compressió és de 16:1). Com a dada interessant, les cançons en MP4 només són distribuïdes amb prèvia autorització de l'artista. Els formats que componen un MP4 estàndard són: MP3, AAC i Apple Lossless (so), MPEG-4, MPEG-4 i MPEG (vídeo), JPG i PNG (imatge) i XMT i BT (subtítols).

#### Wma
WMA (Windows Media Audio) va ser creat per Microsoft i està dissenyat amb habilitats de gestió de drets digitals per a protegir-lo de còpia.

#### Wav
Format d'arxiu d'àudio estàndard usat majorment en equips amb Windows. Comunament usat per a emmagatzemar arxius sense comprimir (PCM), de so amb qualitat de CD, la qual cosa significa que poden ser grans en mida - al voltant de 10MB per minut de música. És poc conegut que els arxius wav poden ser també codificats amb una varietat de còdecs per a reduir la grandària de l'arxiu (per exemple, els còdecs GSM o mp3).

##### Atrac
Atrac (.wav) és l'estil antic de format Sony ATRAC. Sempre conté una extensió de format.wav. Per a obrir aquests formats cal instal·lar uns drivers ATRAC3.

#### Ra & rm
Un format RealAudio dissenyat per al streaming d'àudio per Internet.

#### Ram
Un arxiu de text que conté un enllaç a una pàgina web on l'arxiu RealAudio està emmagatzemat. Arxius ram no contenen àudio.

#### Dss
DSS (digital speech standard) és un format de propietat de la corporació Olympus. És relativament vell i el seu còdec és mediocre.

#### Dvf
Un format de Sony per a arxius de veu comprimits, normalment utilitzat en gravadores de dictat.

#### IVS
Un format desenvolupat per 3D solar UK ltd., amb gestió de dret digital utilitzat per a descarregar música de la seva botiga digital Tronme i en el seu reproductor interactiu de música i vídeo.

#### m4p
Una versió de ACC en mp4 desenvolupada per Apple amb gestió de dret digital per a la utilització de descàrregues de la botiga de Itunes.
És un format d'àudio digital multipista que permet diverses accions en dades musicals com a canvis en el volum i a la mescla d'àudio.

#### MIDI
Es tracta d'un protocol de comunicació serial estàndard que permet als computadors i altres dispositius musicals electrònics comunicar-se i compartir informació per a la generació de sons.